# Baotu-Quelle
Koordinaten: 36° 39′ 38,5″ N, 117° 0′ 33,8″ O
Die Baotu-Quelle (chinesisch 趵突泉, Pinyin Bàotū Quán) ist eine Karstquelle in der Stadt Jinan in China.

## Beschreibung

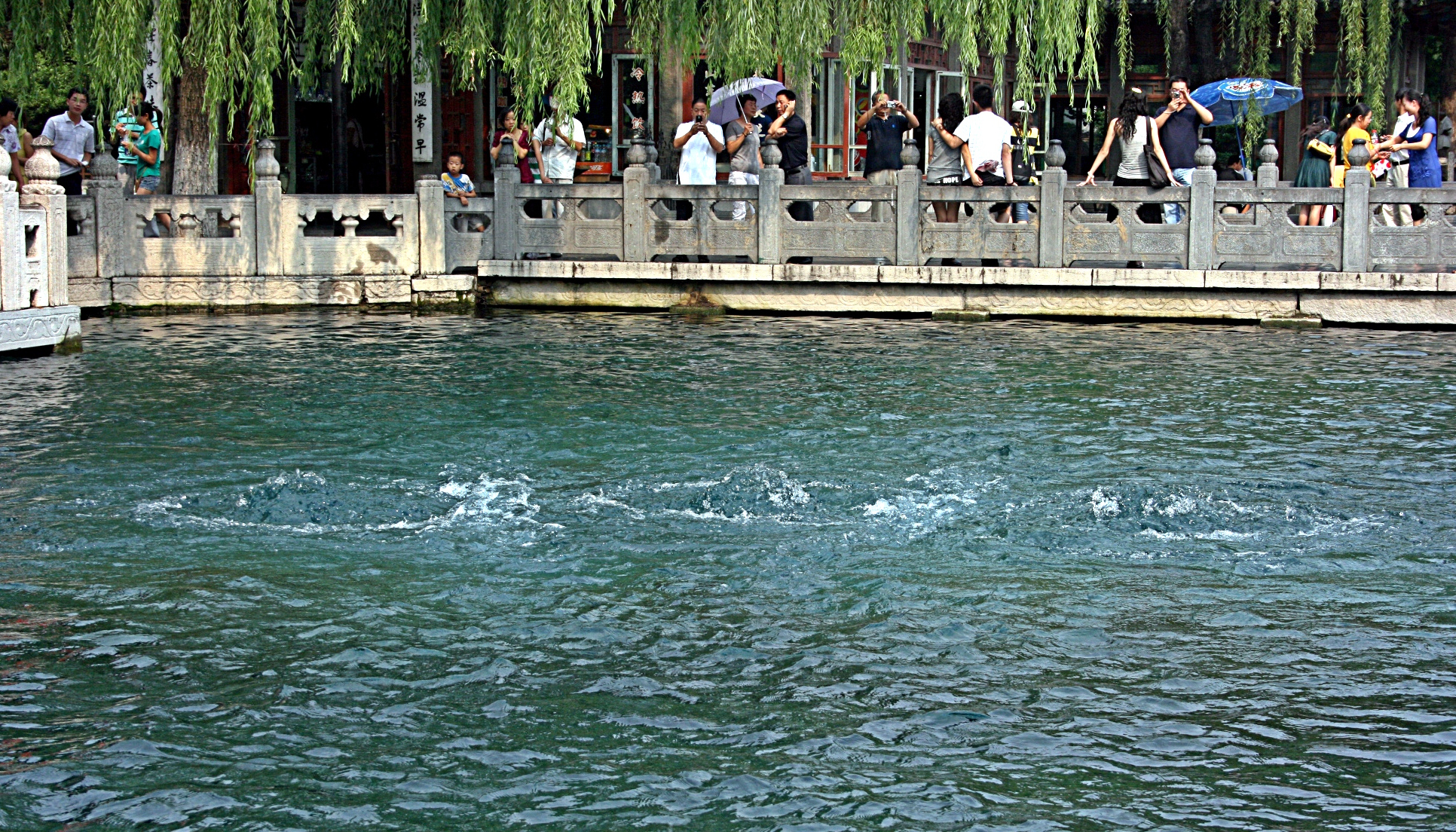
Deutlich erkennbare natürliche Fontänen

Die Baotu-Quelle liegt in der Provinz Shandong mitten im Stadtgebiet von Jinan. Sie wird  in den Frühlings- und Herbstannalen, einer der Fünf Klassiker der chinesischen Literatur erwähnt, und wurde in der Qing-Dynastie von Kaiser Qianlong als „Die erste Quelle unter dem Himmel“ benannt.
Die Baotu-Quelle ist die bekannteste unter den mehr als 70 Artesischen Quellen in der Innenstadt. Das Wasser all dieser Quellen stammt aus einem Karst-Grundwasserleiter im Ordovizium unter der Stadt.
Da das Gelände um Jinan von Süd nach Nord abfällt, befindet sich das Einzugsgebiet der Quelle im Gebirge südlich der Stadt. Es umfasst etwa 1.500 Quadratkilometer. Seit den 1970er Jahren sind die Quellen mehrmals versiegt, weil zu viel Wasser aus dem Grundwasserleiter für den menschlichen Gebrauch entnommen wurde.
Das etwa 30 Meter lange und 18 Meter breite, rechteckige Quellbecken der Baotu-Quelle wird durch drei Austrittsstellen im Kalkstein gespeist. Je nach Quellschüttung und dem damit verbundenen Wasserdruck, sind kleine Fontänen im Quellbecken sichtbar. Sie sollen schon Höhen bis zu 26 Metern erreicht haben. Das Becken ist von historischen Gebäuden umgeben. Die Quellschüttung kann einen Wert von bis zu 1600 Liter pro Sekunde erreichen. Die Wassertemperatur bleibt über das ganze Jahr konstant bei 18 Grad Celsius. Das Gebiet der Baotu-Quelle sowie einige benachbarte Quellen sind durch einen öffentlichen Park geschützt, der im Jahr 1956 errichtet wurde und  ca. 10,5 Hektar umfasst.